# Padre Casares
Padre Casares (Idioma gallego: Padre Casares)   es una serie de televisión que se emitió en la TVG de Galicia (España) desde el 15 de enero de 2008 hasta que se despidió de las pantallas el 28 de septiembre de 2015. En total fueron emitidos 232 capítulos, más alguna entrega especial.

## Argumento
El padre Horacio Casares, joven sacerdote diocesano recién salido del seminario, tiene un sueño: ir a Ruanda, donde su orden religiosa tiene una misión. Sin embargo, los planes de sus superiores son otros y es destinado a San Antonio de Louredo, un pequeño pueblo de la costa gallega. Allí se verá obligado a tratar con don Crisanto, su anciano y gruñón predecesor; Delmiro, el alcalde marxista; Iria, la maestra atea. Poco a poco se irá acostumbrando a su nueva vida y se dará cuenta de que hay mucha gente que lo necesita. Y él a ellos también.

## Reparto
- Don Rodrigo (Xaquín Domínguez)

Nuevo cura de Santo Antonio de Louredo después de la marcha de Horacio.
- Horacio Casares (Pedro Alonso)

Cura joven y abierto que se ordenó, no solo por vocación, sino por ayudar a los demás. Llega a Louredo a disgusto, pues su ilusión era ir a Ruanda, a una misión. En su destino tendrá que hacer frente con diplomacia a Don Crisanto, su predecesor, hombre conservador y de moral estricta. Su mejor amiga será paradójicamente Iria, maestra de escuela de ideas ateas y progresistas, que se convertirá incluso en su pareja de baile. Abandona la serie para seguir su carrera en la serie Gran Hotel.
- Don Crisanto (Tuto Vázquez y Gonzalo Rey Chao)

Sacerdote mayor y chapado a la antigua, de estricta moral. Está acostumbrado a ser el referente en Louredo y a que todo el mundo le obedezca sin rechistar. El personaje opuesto es Delmiro Ferreira, alcalde de ideas marxistas.
Fue interpretado por Tuto Vázquez en los 18 primeros capítulos. Pero, por problemas de salud, tuvo que ser sustituido por Gonzalo Rey Chao.
- Edelmiro (Delmiro) Ferreira (Antonio Durán "Morris")

Alcalde de Louredo, de ideas marxistas y anticatólicas. Es un hombre de fuerte carácter, lo cual le causará no pocos problemas con los habitantes del pueblo. Su relación con Don Horacio empieza siendo muy tensa pero acabarán siendo amigos. Su mano derecha es Josito, cuñado suyo y bedel del ayuntamiento que aspira eternamente a una plaza fija.
- Amelia (Mercedes Castro)

Gobernanta que echa una mano a don Horacio en las tareas de la rectoral. No sólo es el ama de llaves del cura, sino que se convertirá en una especie de madre para el sacerdote. De carácter fuerte, no tolera que nadie le dé órdenes. Tiene una sobrina, Ana, que se crio con ella desde los 6 años. Amelia guarda un secreto: un amor de juventud al que tuvo que renunciar para cuidar de su familia.
- Iria (María Vázquez)

Maestra de Louredo de ideas ateas y progresistas. Siempre lucha por la formación de los niños, lo cual le causará más de un conflicto con los sectores más conservadores de Louredo. Es de la edad de Don Horacio, lo que motivará entre ambos una amistad cada vez más profunda.
- Josito (Federico Pérez Rey)

Bedel del ayuntamiento y mano derecha del alcalde. Es, además, cuñado de este. Su eterno sueño es tener una plaza de funcionario. Se caracteriza por su lealtad al alcalde y su paciencia al aguantar los continuos desprecios por parte de Edelmiro
- Miñato (Avelino González)

Chapuzas de Louredo. Tiene un taller y habitualmente trabaja sólo, aunque a veces llama a Santi para que le ayude. Es un poco mujeriego y vago. Se caracteriza por vestir las mejores marcas aunque compradas en el mercadillo. Es el novio de Cecilia durante varios capítulos.
- Lidia (Patricia Vázquez)

Propietaria del bar de Louredo. Está casada con Sindo aunque su relación es más similar a la de una madre sobreprotectora con un hijo enfermizo. Es amable aunque tiene carácter y sabe cómo imponerse.
- Sindo (Tacho González)

Es el marido de Lidia. Está siempre controlado por su mujer, que le mima y cuida de una manera exagerada.
- Santi (Alejandro Carro)

Es el sacristán de la parroquia. Su desmedida afición por el dinero hará que pierda su empleo durante una temporada. También se encarga de ayudar a Miñato en sus chapuzas. web de Alejandro Carro
- Moncha (Fina Calleja)

Esposa del alcalde y una de las personas más devotas de Louredo. Es catequista en la parroquia. Está constantemente enojada con su marido por sus ideas y sus actos.
- Elsa (Ana Santos)

Otra de las devotas de la parroquia. Se caracteriza por su ingenuidad y bondad. Siente un gran cariño por sus ovejas, a las que trata como si fuesen personas.Habla con ellas y "le responden". Las ovejas le traerán más de un conflicto en Louredo. Su amor por Sindo, un hombre casado, le ocasionará no pocos dilemas morales,  además de unos cuantos golpes de Lidia, la mujer de su enamorado.
- Maite (Eva Fernandez)

Animadora sociocultural del ayuntamiento. Se verá superada por sus conflictos con Edelmiro, el alcalde y el resto de habitantes de Louredo. Su mejor amiga es Iria, que la consolará y ayudará muchas veces. Pero esta desapareció de la serie hace una temporada. Abandona Louredo para empezar una nueva vida con su hija Iria, pero regresa a Louredo al no conseguir sus propósitos.
- Puri (Covadonga Berdiñas)

Otra de las devotas de la parroquia. Persona cotilla y malpensada. Tendrá serios problemas con sus hijos Fina y Rodolfo. En especial con Rodolfo, ya que este es homosexual. Además de llevarse muy mal con su yerno.
- Obispo (Xosé Manuel Olveira "Pico")

Es el referente moral de Horacio y quién lo anima al principio de su estancia en Louredo.
- Fina (Beatriz Bravo)

Hija de Puri. Tiene un hijo de soltera y se ve obligada a abandonarlo en la casa rectoral temiendo la reacción de su madre. Marcha a las Islas Canarias con Josito.
- Rodolfo (Xosé Antonio Touriñán)

Hijo de Puri. Su salida del armario causará un serio disgusto a su madre. Estuvo a punto de casarse con su novio, Braulio, sólo para fastidiar a don Crisanto.
- Sabino (Mon Santiso)

Policía local de Louredo. En la segunda temporada, es sustituido por Urbano.
- Urbano (Xavier Estévez)

Nuevo policía local del pueblo. Sustituye a Sabino cuando éste pide la baja por estrés. Nunca puede estar tranquilo, debido a las decisiones de Delmiro.
- Preciosa (Iolanda Muíños)

Sobrina monja de don Crisanto. El cura no la quiere ver delante, pero a todo el mundo le parece encantadora. Sin mala intención, Preciosa no puede evitar sembrar la discordia allí por donde pasa.
- Amador (Fernando Morán)

Padre de Maite y amigo y mentor de Edelmiro. En el último momento de su vida deja el ateísmo y pide ser enterrado por el rito católico. Después de su muerte, Maite, se plantea tener un hijo, cosa que traerá más de un conflicto.
- Cecilia (Isabel Risco)

Sacristana de la parroquia durante 13 de capítulos de las dos primeras temporadas. Su relación con Miñato le hará enfrentarse con Don Horacio y tendrá que dimitir.
- Lucas (Rodrigo Roel)

Vecino de Louredo cuya esposa está gravemente enferma. Se verá obligado a robar de los cepillos de la iglesia para subsistir.

## Guía de episodios

### 1ª temporada. Episodios 001-013
- 001. O milagre de Santo Antonio de Louredo (gallego: El Milagro de San Antonio de Louredo) (15 de enero de 2008)

Horacio Casares, un cura joven y moderno recién salido del seminario, llega a Santo Antonio de Louredo. Un pequeño pueblo de la costa gallega, un lugar aparentemente idílico... donde es recibido con desconfianza tras negarse a cumplir con el ritual tradicional en las fiestas patronales: tirar un cerdo desde el campanario de la iglesia.
- 002. Onde dous ou tres reúnense no meu nome (gallego: Donde dos o tres se reúnen en mi nombre) (22 de enero de 2008)

La iglesia de Louredo necesita una reparación urgente, pero no hay ni dinero ni dónde celebrar la misa durante las obras.
- 003. Un toque de cor (gallego: Un toque de color) (29 de enero de 2008)

Miñato se encarga de arreglar la iglesia pero decide ser original y pintarla de un color poco apropiado.
- 004. O segredo está nas formas (gallego: El secreto está en las formas) (5 de febrero de 2008)

Después de que Elsa estuviese a punto de ahogarse al comulgar, Horacio se plantea cambiar el proveedor habitual de la parroquia. Lidia, la encargada de suministrar obleas y vino de misa, se enfrentará al Padre Casares.
- 005. Santo Antonio Peregrino (gallego: San Antonio Peregrino) (12 de febrero de 2008)

La salida de la imagen de Santo Antonio de la iglesia a causa de las obras motivará una guerra entre Amelia y Lidia por la custodia del santo. Santi, el sacristán, intentará sacar provecho de la situación.
- 006. A voda do ano (gallego: La boda del año) (19 de febrero de 2008)

La boda de Ana (sobrina de Amelia, gobernanta del cura) y David (hijo del alcalde comunista) se convierte en un nuevo motivo de disputa entre católicos y ateos, que intentan presionar a los chicos para que se casen por la iglesia (los católicos) o por el juzgado (los ateos).
- 007. Confianza (gallego: Confianza) (26 de febrero de 2008)

El secreto de Iria y Horacio va a ser descubierto por las catequistas, causando un terremoto en Louredo. El Padre Casares será el centro de las críticas de sus feligreses.
- 008. Amador, o apóstata (gallego: Amador, el apóstata) (4 de marzo de 2008)

Amador, viejo camarada de Delmiro, muere súbitamente. A pesar de haber sido durante toda su vida un marxista declarado, sorprenderá a todos al dejar estipulado en su testamento que desea recibir un entierro católico.
- 009. Josito ten praza (gallego: Josito tiene plaza) (11 de marzo de 2008)

Una serie de hechos desgraciados que suceden en torno a Josito va a provocar su marginación en Louredo.
- 010. Elsa in love (gallego: Elsa in love) (18 de marzo de 2008)

El amor entra en la vida de Elsa, pues se enamora de Sindo, el marido de Lidia. Este amor no correspondido será el detonante de graves problemas. Sobre todo para Delmiro, el alcalde.
- 011. Delmiro contra todos (gallego: Delmiro contra todos) (25 de marzo de 2008)

Moncha cree que Delmiro tiene una amante y echa a su marido de casa. El alcalde se enfrentará a todos los vecinos.
- 012. Cuestión de fe (gallego: Cuestión de fe) (1 de abril de 2008)

Inaudito, el alcalde se convierte al catolicismo. Pero, ¿es sincera esta fe?
- 013. De porcos, vacas e outras bestas (gallego: De cerdos, vacas y otras bestias) (8 de abril de 2008)

Es el momento de que Horacio reflexione y decida si quiere quedar en Louredo o marcharse a Ruanda. Para ello escribe una carta a su superior, el obispo Nogueira, en la que refleja sus pensamientos.

### 2ª temporada. Episodios 014-025
- 014. Ruanda (gallego: Ruanda) (15 de abril de 2008)

Los vecinos de la villa de Louredo ya sienten que hay un antes y un después desde la llegada del nuevo párroco. Todos se movilizan para evitar la marcha de Horacio. Sin embargo, desde el Obispado ya han enviado un sustituto para el Padre Casares.
- 015. O Moises de Louredo (gallego: El Moisés de Louredo) (21 de abril de 2008)

Alguien ha abandonado un bebé a las puertas de la rectoral. Los vecinos de Louredo empiezan a murmurar, y se preguntan si Horacio será el padre de la criatura.
- 016. No limbo (gallego: En el limbo) (28 de abril de 2008)

Don Crisanto se empeña en bautizar al bebé abandonado. Horacio intenta descubrir la identidad de la madre.
- 017. Sodoma e Louredo (gallego: Sodoma y Louredo) (5 de mayo de 2008)

Rodolfo, el hijo de Puri, da la campanada. Su madre lo encuentra en la cama con Braulio, el repartidor de gaseosas. La noticia no tarda en propagarse, y todo el mundo alaba el gusto de Rodolfo con los hombres.
- 018. Josito sancristan (gallego: Josito sacristan) (12 de mayo de 2008)

En un arrebato, Delmiro despide a Josito. El alcalde alucina cuando su cuñado encuentra un nuevo empleo: sacristán del Padre Casares.
- 019. Santa Rita, o que se dá... (gallego: Santa Rita, lo que se da) (19 de mayo de 2008)

El Padre Casares descubre que alguien ha estado robando el dinero de las colectas. Cuando descubre la identidad del ladrón, en lugar de denunciarlo, decide hablar con él.
- 020. A ovella perdida e atopada en Louredo (gallego: La oveja perdida y encontrada en Louredo) (26 de mayo de 2008)

Elsa pierde a su oveja favorita. Para encontrarla, llenará San Antonio de Louredo con fotos del animal.
- 021. Líbranos de peste e males (gallego: Libranos de la peste y de los males) (2 de junio de 2008)

En este capítulo, los vecinos de Louredo se enfrentan a una epidemia de gripe. El propio Padre Casares caerá enfermo. Iria se ofrece a cuidarlo.
- 022. Deixade que os vellos se acheguen a min (gallego: Dejad que los viejos se acerquen a mi) (9 de junio de 2008)

Iria y Horacio intentan convencer a Delmiro para crear un centro para los mayores del pueblo.
- 023. Que ven o bispo (gallego: Que viene el obispo) (16 de junio de 2008)

San Antonio de Louredo recibe la visita del obispo Xosé Nogueira.
- 024. Polas ánimas do purgatorio! (gallego: ¡Por las almas del purgatorio!) (15 de septiembre de 2008)

Las elecciones en Louredo están próximas. Al PCL (Partido Comunista de Louredo) le ha salido un duro rival: el PCAR (Partido Católico Apostólico Romano), dirigido por el viejo don Crisanto.
- 025. Vota don Crisanto! (gallego: ¡Vota don Crisanto!) (22 de septiembre de 2008)

Delmiro parece encontrar la solución para que Crisanto abandone la candidatura: un inspector decidirá si el viejo cura está en condiciones de presentarse. Además, Conchita, una feligresa de Tapeirán, empieza a rondar a Horacio. Las habladurías se disparan en el pueblo.

### 3ª temporada. Episodios 026-039
- 026. O voto é decreto (gallego: El voto es decreto) (29 de septiembre de 2008)

Empieza el recuento de votos y se produce un empate entre los dos candidatos. Falta sólo un voto por computar y los vecinos de Louredo esperan con impaciencia el nombre del nuevo alcalde del pueblo.
- 027. Volver ás catacumbas (gallego: Volver a las catacumbas) (6 de octubre de 2008)

Louredo tiene nuevo alcalde: Crisanto asume el mando ante la alegría de los vecinos y el enfado de Delmiro, que se ve obligado a recuperar su anterior profesión: la de taxista.
- 028. Sen tele non hai paraíso (gallego: Sin tele no hay paraíso) (13 de octubre de 2008)

Los últimos capítulos de la telenovela tienen enganchadas a las beatas del pueblo. Tanto, que ni van a misa. Crisanto no lo puede creer. El ayuntamiento del que él es alcalde no puede pasar por una crisis moral de este calado.Miñato, obligado por Crisanto, corta los cables del repetidor, dejando sin señal de televisión a todo el pueblo.
- 029. Non, non, non, Crisanto dimisión! (gallego: ¡No, no, no, Crisanto dimisión!) (20 de octubre de 2008)

Don Crisanto continúa con las reformas para adoctrinar Louredo. En esta ocasión le toca a los funcionarios del Ayuntamiento. Estos, contrarios a las nuevas normas impuestas, buscan ayuda en Delmiro. La solución: la huelga.
- 030. Ama ó teu próximo... pero non tanto (gallego: Ama a tu prójimo... pero no tanto) (27 de octubre de 2008)

Por orden de Crisanto, se prohíbe todo tipo de conducta "indecente" en público. Los vecinos, con Lidia a la cabeza, no están de acuerdo con la última decisión de Crisanto y protestan enérgicamente. Por otra parte, Rodolfo asegura que quiere casarse con Braulio, su novio, algo que un excura (por muy alcalde que sea) no puede permitir.
- 031. Corre, Josito, corre! (gallego: ¡Corre, Josito, corre!) (3 de noviembre de 2008)

La situación de Fina, madre soltera, necesita una solución. ¿Y quién mejor que Puri para encontrarla? Josito, soltero de oro y "casi" funcionario del Ayuntamiento, se presenta como el mejor candidato. Pero ni Moncha, ni Fina ni Josito están de acuerdo. Además, las clases de Educación para la Ciudadanía volven a dividir al pueblo. La maestra Iria, una vez más, estará en el centro de un nuevo conflicto en Louredo.
- 032. Tempo de Samaín (gallego: Tiempo de Samaín) (10 de noviembre de 2008)

El día de difuntos no es un día cualquiera, y menos en Santo Antonio de Louredo. Católicos y ateos celebran de forma muy distinta una misma fecha. Para unos, es día de recordar a los seres queridos que ya no están; para otros simboliza el solsticio de invierno. Delmiro será el principal promotor de la fiesta celta del Samaín.
- 033. Os mansos herdarán a terra (gallego: Los mansos heredarán la tierra) (17 de noviembre de 2008)

La señora Jesusa, a la que Puri lleva años cuidando, decide en el lecho de muerte dejarle todos sus bienes a la Iglesia, algo que tanto Puri como Delmiro no consideran justo. Por otra parte, Maite se convertirá en el centro de todas las habladurías cuando se sabe que está embarazada.
- 034. Non desexarás á muller do próximo (gallego: No desearás a la mujer del prójimo) (24 de noviembre de 2008)

Delmiro organiza una “timba” aprovechando la ausencia de Moncha. En la fiesta, Sindo descubre que Miñato y Lidia fueron novios hace tiempo. Comienza a sospechar que su mujer aún siente algo por el galán oficial del pueblo. Sumido en un mar de dudas, Sindo recurre a Elsa, sin pensar que corre el riesgo de despertar en ella sentimientos que la pastora aún no ha podido olvidar.
- 035. A segunda comuñón (gallego: La segunda comunión) (1 de diciembre de 2008)

Se celebran en el pueblo las primeras comuniones de un grupo de niños. Horacio descubrirá que no todos están preparados para recibir el Santo Sacramento.
- 036. A vida entre as mans (gallego: La vida entre las manos) (8 de diciembre de 2008)

La tragedia visita Louredo. Santi vivirá una experiencia que sacudirá su vida y provocará en él una profunda crisis de fe. Todos los vecinos se unirán para ayudar al sacristán en estos difíciles momentos.
- 037. Falar de caza e mercala na praza (gallego: Hablar de caza y comprarla en la plaza) (15 de diciembre de 2008)

La temporada de caza está a punto de comenzar. Delmiro pretende "cazar" al delegado de Patrimonio, Crisanto a Delmiro y el resto del pueblo inicia una maniobra de acoso a Maite para saber quién es el padre de su hijo. Todas las miradas se dirigen hacia Miñato.
- 038. O belén de Santo Antonio de Louredo (gallego: El belén de San Antonio de Louredo) (22 de diciembre de 2008)

La Nochebuena llega a Louredo. Horaci pretende hacer un belén "realista", que despierta las burlas de sus feligreses, y sobre todo la ira de Crisanto. Además, algunos vecinos están que rabian porque a Conchita de Tapeirán le tocó la lotería de Navidad.
- 039. Mister Xaneiro (gallego: Mister Enero) (29 de diciembre de 2008)

Un nuevo año se aproxima, y el Obispado envía un calendario a todas las parroquias de la diócesis. La sorpresa salta en Louredo al descubrir que, ilustrando el mes de enero, aparece una fotografía del Padre Casares. La iniciativa no tardará en causar todo tipo de reacciones en el pueblo y alrededores.

### 4ª temporada. Episodios 040-054
- 040. Ouro, incenso e discordia (gallego: Oro, incienso y discordia) (5 de enero de 2009)

En la víspera de Reyes, la llegada de Preciosa (la sobrina monja de don Crisanto) sembrará la discordia entre los vecinos.
- 041. Festas de San Antonio 2009 (gallego: Fiestas de San Antonio 2009) (12 de enero de 2009)

Horacio se ha marchado de vacaciones y los vecinos se disponen a celebrar el salto del cerdo sin interrupciones. Iria, Maite y Amelia, intentan convencer al sustituto del Padre Casares para que lo evite.

## Audiencia
- 1ª temporada: 221.000 espectadores (20,5% de cuota de pantalla)
- 2ª temporada: 265.000 espectadores (24,5% de cuota de pantalla)
- 3ª temporada: 291.000 espectadores (27,1% de cuota de pantalla)
- 4ª temporada: 284.000 espectadores (28,3% de cuota de pantalla)
- 5ª temporada: 230.000 espectadores (20,6% de cuota de pantalla)
- 6ª temporada: 253.000 espectadores (23,3% de cuota de pantalla)
- 7ª temporada: 234.000 espectadores (21,5% de cuota de pantalla)
- 8ª temporada: 248.000 espectadores (22,4% de cuota de pantalla)
- 9ª temporada: 185.000 espectadores (16,3% de cuota de pantalla)
- 10.ª temporada: 205.000 espectadores (18,2% de cuota de pantalla)
- 11.ª temporada: 174.000 espectadores (15,6% de cuota de pantalla)

El inicio de la cuarta temporada, emitido el 5 de enero de 2009, batió el récord de la serie con una cuota de pantalla del 36,4%.

## Adaptaciones
El éxito de la serie ha hecho que surjan versiones que adaptan los guiones originales a las peculiaridades de otras comunidades autónomas. En septiembre de 2009 se estrenaron Mossèn Capellà en Baleares (IB3) y Padre Medina en (Canal Sur) . También existe una versión posterior para la Comunidad Valenciana (Senyor Retor).
En marzo de 2010 se estrenó en Telemadrid y Castilla-La Mancha Televisión, doblada al castellano.

## Premios y nominaciones

### Premios Mestre Mateo
| Año  | Categoría                                   | Persona/s                                                                  | Resultado |
| ---- | ------------------------------------------- | -------------------------------------------------------------------------- | --------- |
| 2008 | Mejor serie de televisión                   | Mejor serie de televisión                                                  | Ganadora  |
| 2008 | Mejor interpretación masculina protagonista | Pedro Alonso                                                               | Nominado  |
| 2008 | Mejor interpretación masculina protagonista | Antonio Durán "Morris"                                                     | Nominado  |
| 2008 | Mejor interpretación masculina de reparto   | Tuto Vázquez                                                               | Nominado  |
| 2008 | Mejor guion                                 | Carlos Portela Víctor Sierra Araceli G. Cabreira Gema R. Neira Lidia Fraga | Nominados |
| 2008 | Mejor realización                           | Jorge Coira Carlos Sedes Manuel Espiñeira Álex Sampayo                     | Ganadores |
| 2008 | Mejor sonido                                | Rubén Bermúdez Víctor Seixo                                                | Nominados |
| 2008 | Mejor música original                       | Manuel Riveiro                                                             | Nominado  |
| 2008 | Mejor dirección de producción               | Ana Míguez Alfonso Blanco                                                  | Nominados |
| 2008 | Mejor dirección de fotografía               | Carlos Vilas                                                               | Nominado  |
| 2008 | Mejor diseño de vestuario                   | Ruth Díaz Julia Rodríguez                                                  | Nominadas |
| 2008 | Mejor maquillaje y peluquería               | Natalia Arcay Beatriz Vázquez Noelia Arcay                                 | Nominadas |

### Premios ATV
| Año  | Categoría                            | Persona/s                            | Resultado |
| ---- | ------------------------------------ | ------------------------------------ | --------- |
| 2008 | Mejor Programa Autonómico de Ficción | Mejor Programa Autonómico de Ficción | Ganador   |

### Festival de Televisión de Montecarlo
| Año  | Categoría                                     | Persona/s                                     | Resultado |
| ---- | --------------------------------------------- | --------------------------------------------- | --------- |
| 2009 | Ninfa de Oro al Mejor actor                   | Pedro Alonso Antonio Durán "Morris"           | Nominados |
| 2009 | Ninfa de Oro a la Mejor actriz                | María Vázquez Mercedes Castro                 | Nominadas |
| 2009 | Ninfa de Oro al Mejor productor europeo       | Carlos Carballo Carlos Portela Alfonso Blanco | Nominados |
| 2009 | Ninfa de Oro al Mejor productor internacional | Carlos Carballo Carlos Portela Alfonso Blanco | Nominados |